# Gerolamo Sersale
Gerolamo Sersale (* 1584 in Neapel; † 1. Dezember 1654 ebenda) war ein italienischer Astronom und Jesuit. Die latinisierte Version seines Namens lautet Hieronymus Sirsalis.

## Leben
Gerolamo Sersale, in anderen Schreibweisen auch Sirsale oder Sersali, wurde 1584 in Neapel geboren. Nach einem Studium der Rechte trat er 1607 in den Jesuitenorden ein und lehrte dort drei Jahrzehnte lang Theologie und Philosophie. Er war zwar kein Berufsastronom, beschäftigte sich aber dennoch mit Astronomie und stellte auch astronomische Beobachtungen an, soweit das für den Philosophieunterricht erforderlich war, aber auch zu seinem eigenen Vergnügen.

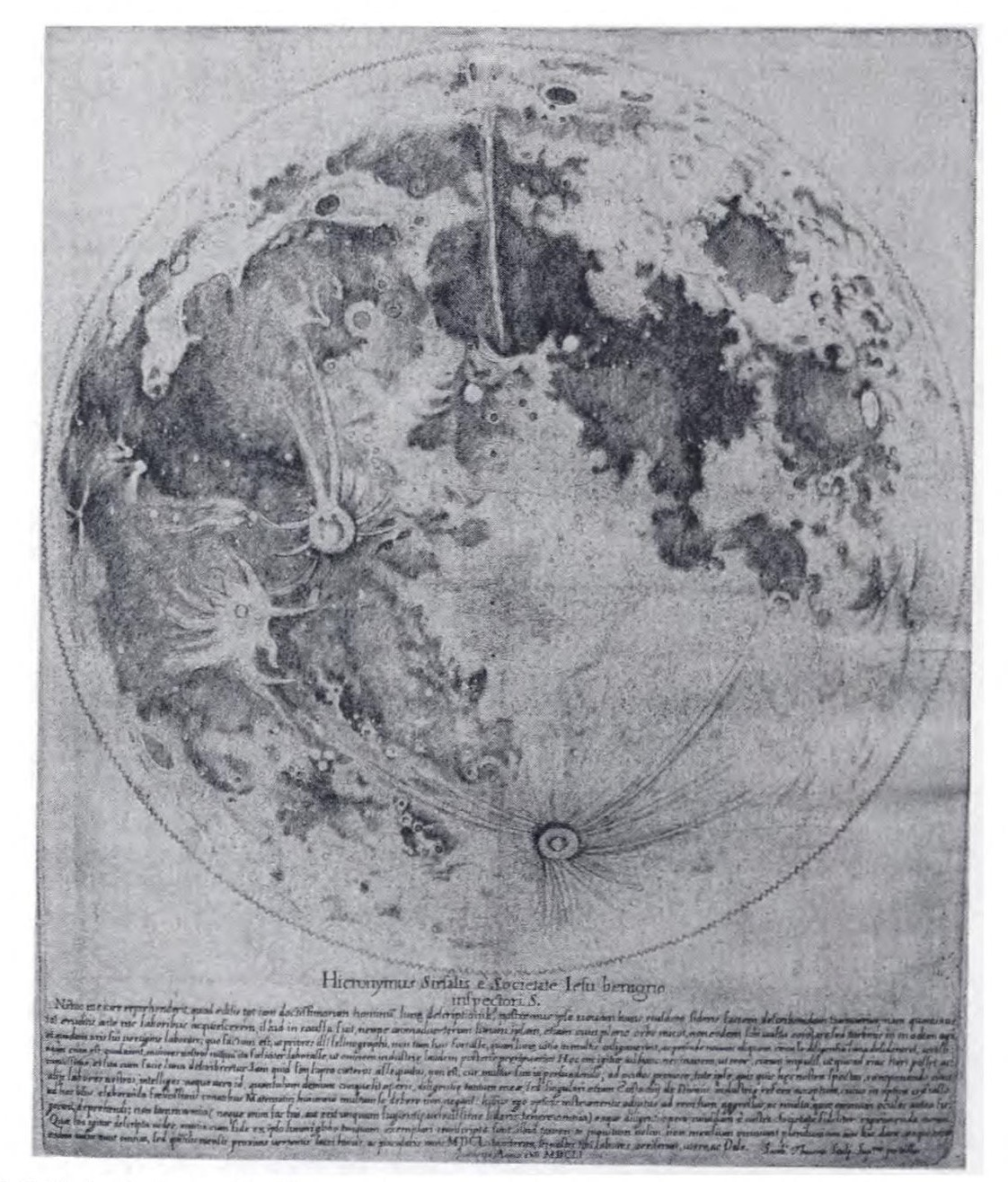
Die Mondkarte von Sersale

Giovanni Riccioli erwähnt in seinem Werk Astronomiae Reformatae Sersales Fernrohr, genauer schreibt er im Abschnitt  De Martis Figura (Über die Gestalt des Mars), dass Daniello Bartoli im Jahre 1644 damit zwei Flecken auf dem Mars habe sehen können. In einem Abschnitt zur Selenographie berichtet Riccioli, Serale habe mittels seines Teleskops den Vollmonds vom 13. Juli 1650 beobachtet und eine Zeichnung angefertigt. Das war lange Zeit alles, was man über diese Mondkarte wusste, und sie galt als verschollen, bis sie Ende des zwanzigsten Jahrhunderts wieder auftauchte. Heute befindet sie sich in der Bibliothek des Real Instituto y Observatorio de la Armada in San Fernando (Cádiz). Die Karte zeigt die großen Strukturen in richtigen Größenverhältnissen und enthält darüber hinaus überraschend gut dargestellte weitere Details. Auf der Karte finden sich keine Benennungen der Strukturen.
Im Jahre 1935 benannte die Internationale Astronomische Union den Mondkrater Sirsalis offiziell nach Gerolamo Sersale.